# Julia Perié
Julia Argentina Perié (n. Posadas, 3 de marzo de 1956). Es actualmente parlamentaria del Mercosur del Frente para la Victoria, elegida en octubre de 2015 en Argentina. Fue diputada nacional por Misiones en el período 2007—2011, siendo reelecta en las elecciones legislativas de octubre de 2011, para el período 2011—2015 por el Frente para la Victoria.

## Primeros años
Es hija de Zulema Esquivel y Francisco Perié. En su ciudad natal realizó los estudios primarios en la Escuela n°4 “Fraternidad”. Se recibió de Perito Mercantil en la escuela de Comercio n°1 en el año 1973.
De adolescente en los años 1973 y 1974 abrazó la militancia social y política a través de la Unión de Estudiantes Secundarios y de la Juventud Peronista.

## Exilio por dictadura
En el año 1975 durante el gobierno de Isabel Martínez de Perón encarcelan a sus tres hermanos, Juan Domingo, Hugo Rubén, y Francisco Aníbal y a principios de 1977, a su sobrino Jorge Hertman.
El 22 de junio de 1977 viaja a España donde comienza un exilio que durará cinco años y medio, hasta diciembre de 1982.

## Vida política
Desde su regreso definitivo a Posadas en diciembre de 1982 sigue militando en las líneas del peronismo.
En el 2000 ocupa el cargo de directora general de Patrimonio Cultural y Museos de la provincia de Misiones, desde donde impulsa programas culturales entre otras la creación en Caraguatay del Museo en homenaje al Che Guevara.
En el año 2007 en las elecciones legislativas nacionales se presenta con la lista del Frente para la Victoria, y logra incorporarse como diputada nacional por Misiones.
En el año 2011, se vuelve a presentar como candidata a diputada nacional en la lista del Frente para la Victoria, obteniendo nuevamente una banca como legisladora en la Cámara Baja, donde prestó juramento el 6 de diciembre de 2011.
En el año 2015, se presenta en la lista nacional de parlamentarios del Mercosur, elegidos por primera vez por voto popular en Argentina, y accede a una banca por el Frente para la Victoria 

## Vida personal
Durante su exilio en España conoce a Mario Eduardo Esper con quien se casa. En el año 1979 en Madrid, nace Mario Vicente y en el año 1981, en México, Gustavo Emiliano, sus hijos mayores. En el año 1987, nace su tercer hijo, Carlos Felipe. Actualmente tiene dos nietas, hijas de Mario Vicente: Victoria y Mariana. 